# Fegersheim
Fegersheim je občina v departmaju Bas-Rhin francoske regije Alzacija.
Leta 1990 je v občini živelo 3 953 oseb oz. 632 oseb/km².